# 台中国家歌劇院
- 中華民国文化部 > 国家表演芸術中心 > 台中国家歌劇院
- 台湾の経済 > 2000年代 > 新十大建設 > 国際芸術及流行音楽中心 > 台中国家歌劇院
- 台中市 > 西屯区 > 七期重画区（中国語版） > 台中国家歌劇院

台中国家歌劇院（たいちゅうこっかかげきいん、繁体字中国語: 臺中國家歌劇院）は台湾台中市西屯区の再開発エリア「七期重画区」内にある大型公共コンサートホールとその運営主体となる行政法人の名称。台北市の国家両庁院に次いで約30年ぶりに新設された国家級ホールで、日本の建築家伊東豊雄が設計し、総面積は57,685平方メートルに及ぶ。院内は大劇場、中劇場、小劇場以外に飲食店と空中花園を備える屋外小劇場で構成されている。
胡志強が台中市長時代に台北や高雄との都市インフラ格差を是正すべく建設を決定、2005年の国際設計コンペで最優秀者として選ばれた伊東のデザインを元に、建築構造家のセシル・バルモンドによる構造設計、高難度の設計で台湾のゼネコン麗明営造施工が決まるまで何度も入札が流れたが、2009年12月に着工された。
2015年には、その独創的な建築工法（曲線建築工法と水幕による防火設計）により行政院公共工程委員会の公共建築「金質奨」に選定された。
歌劇院は2014年11月23日完工、プレ開業したが、新市長林佳龍が就任直後の2015年1月1日に閉館、多数の施工不良箇所を改修する工事がなされ2016年9月30日に正式オープンした。2018年の日本デザイン振興会主催グッドデザイン賞でグッドデザイン・ベスト100に選出。

## 建築

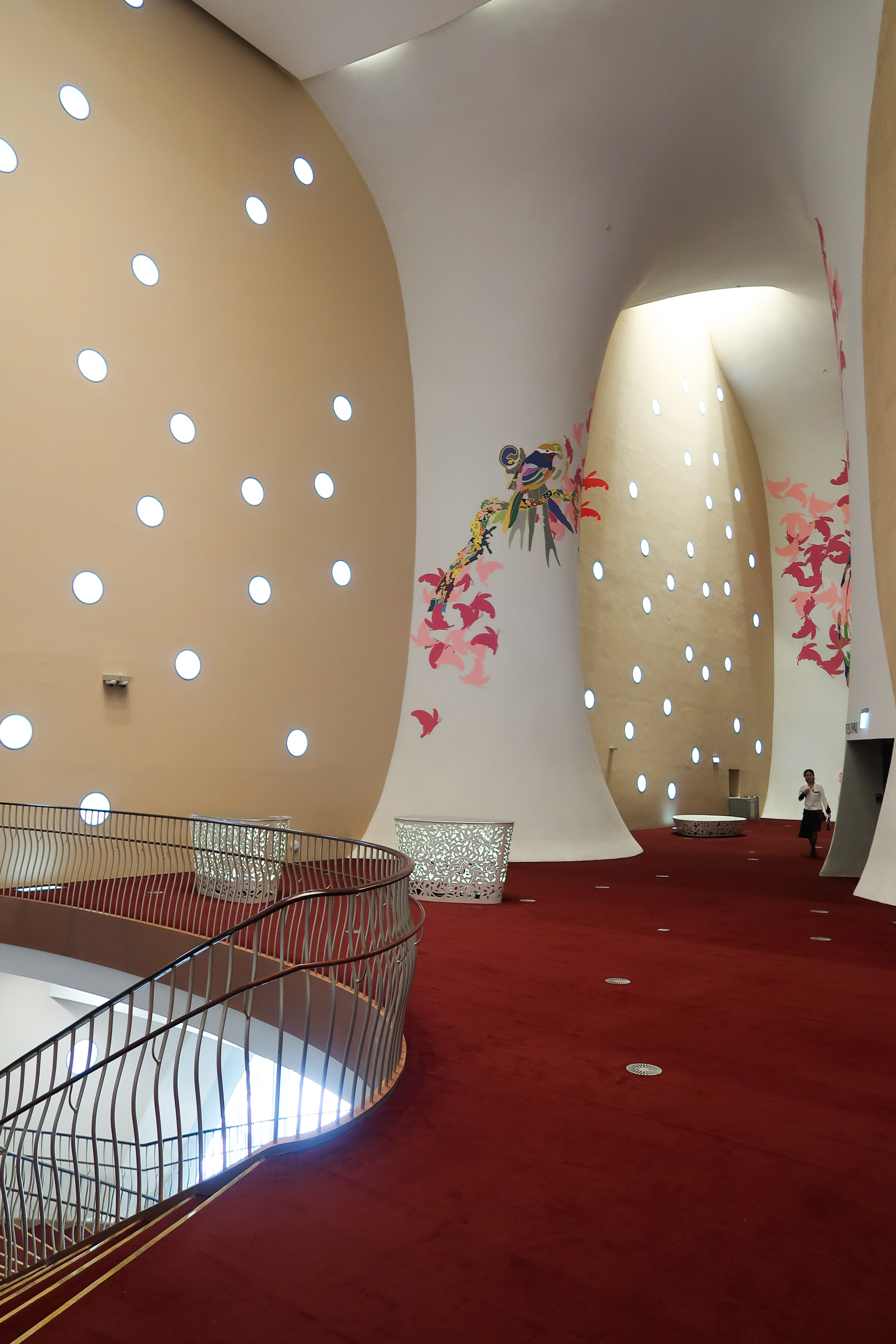
2階Breathing Holes

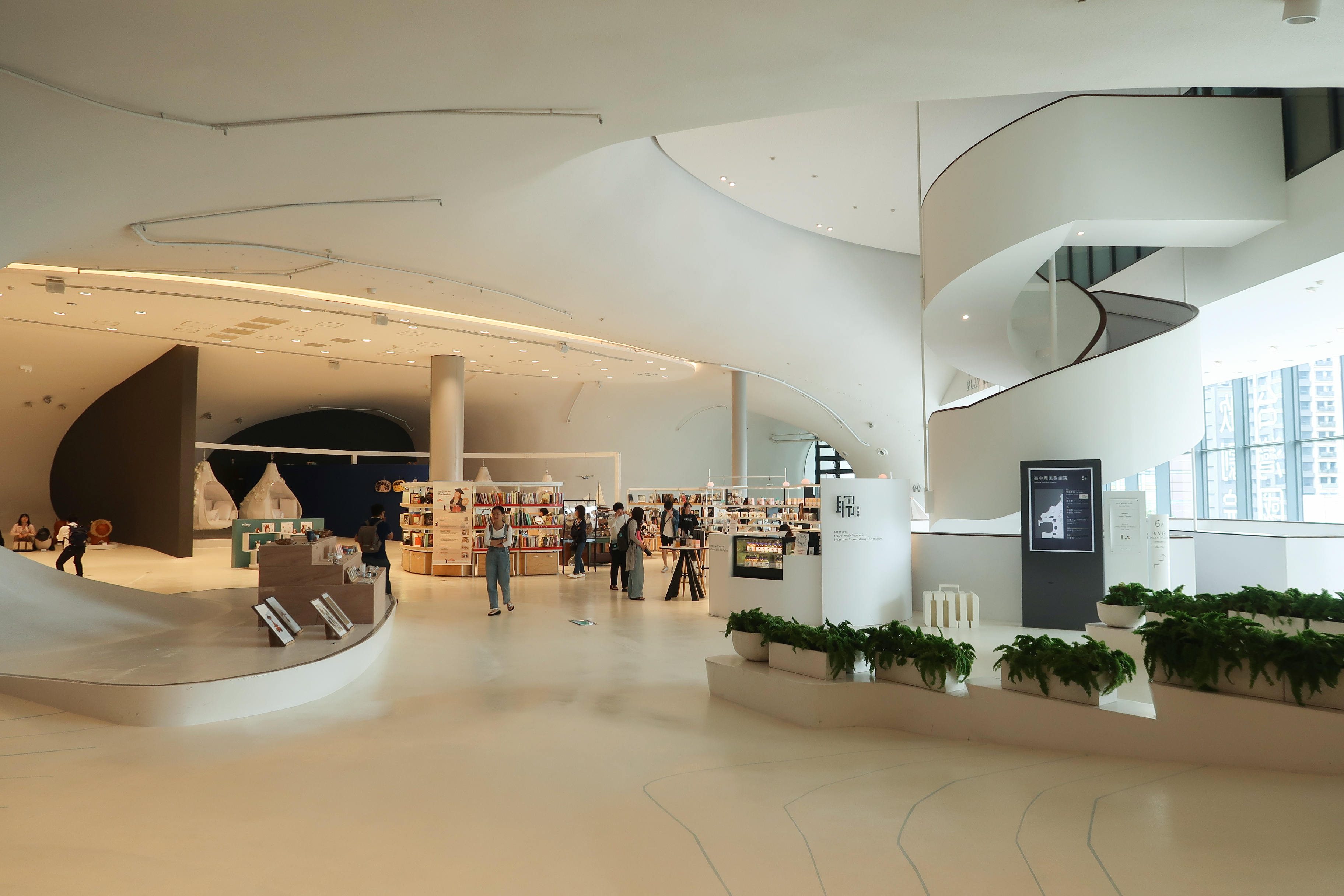
5階

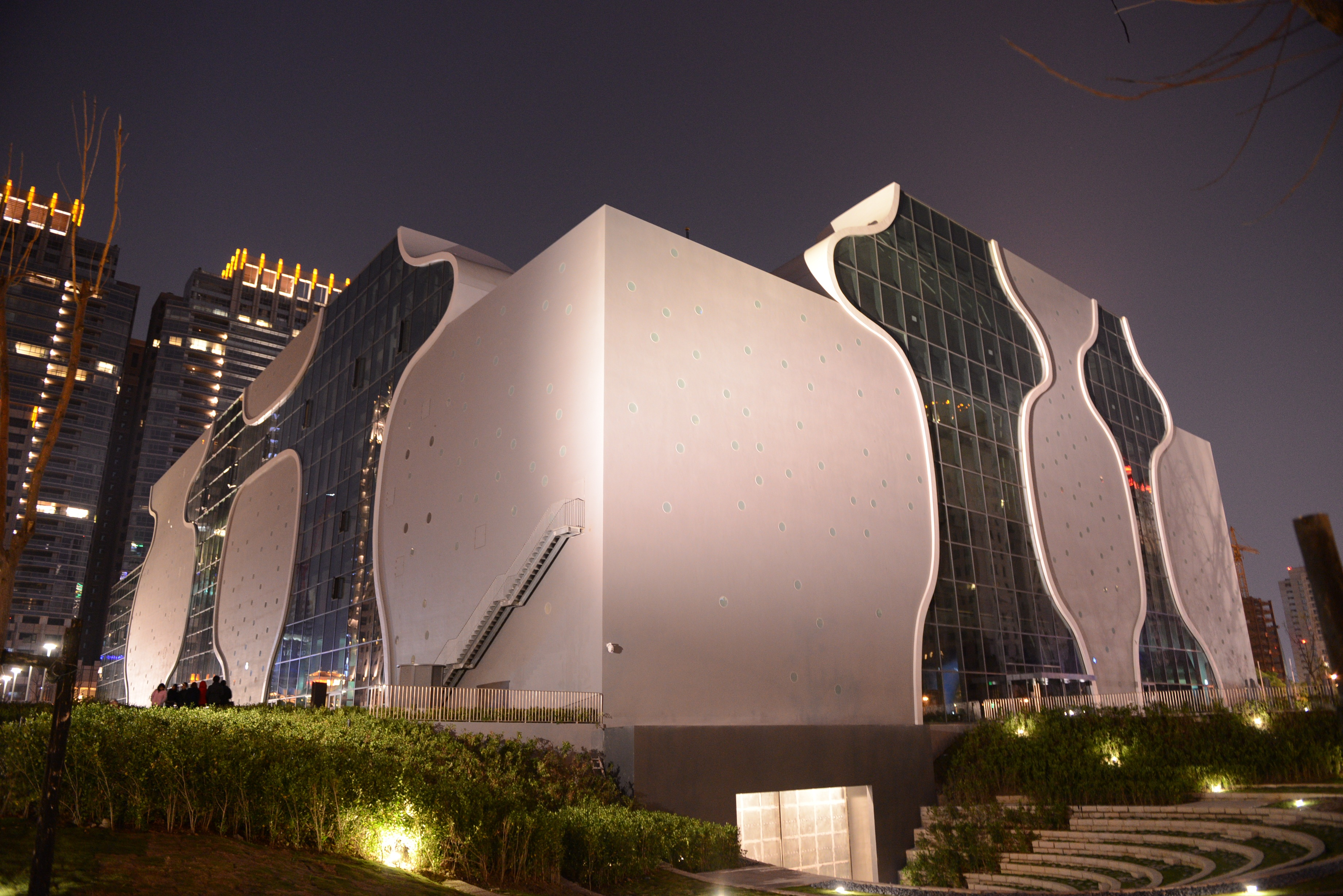
臺中國家歌劇院

敷地面積は5万7,020.46平方メートル、高さ37.7メートルの地上6階、地下2階の鉄筋コンクリート構造で一部鋼構造。総工費43.6億元が投じられた。
「サウンドケーブ（音の洞窟）」をコンセプトに「カテノイド（懸垂面）」を用いた三次元曲線の壁面が最大の特徴で、これを実現するために「ニュートラスウォール工法」で施工された。58枚の大きさの異なる曲面パネルを組み合わせた高難度の工法により室内は「エマージング・グリッド（生成するグリッド）」の概念を表現した。
入札後は日本の伊東豊雄建築設計事務所（Toyo Ito & Associates Architects）と台湾の大矩建築師事務所による共同で設計が詰められた。施工管理は楊炳國建築師事務所が担当、土木と臨時抽排水工程は吉隆営造の、主体建築工程は麗明営造が担当した（いずれも台湾企業）。音響設計は日本の永田音響設計が担当。

### 構成
台湾で初の例となる2層式の舞台が大劇場・中劇場に設置された。メインステージの前に可動式のフロントステージが設置されており、未使用時には客席となる歌劇院建屋周辺の造園、サウンド・ケーブの鳥瞰は全体コンセプトを具現化したものである。プロジェクションマッピングが可能な建屋外観は、それ自体が演出空間になる。伊東はこの歌劇院を手掛けたことにより、2017年の第30回村野藤吾賞を受賞している。
大劇院（大劇場、2-4F）
総座席数は1,861席（2階1,502、4階431席、ボックスシート74席）、車椅子13席の全2,007席。このうち、2F舞台前の「オーケストラピット（有楽地）」に配された昇降式の観客席「楽池区」は、全長20m、幅6m、深さ6.5m。
中劇院（中劇場、2F）
総座席数は794席（車椅子8、楽池区94、固定692）。楽池区は全長12m、幅6m、深さ7.5m可変式で、演目ごとにレイアウトを自在に変えられる。
小劇院（小劇場、B2F）
一部を撤去できる最多で200席の小型だが、可変自在の舞台で演目に応じた形式に対応できる。
野外劇場
1,000平方メートルの屋外円形劇場。小劇場のパーティションを取り外しての一体演出も可能。
空中花園（スカイガーデン、6F）
ミニコンサートや上映も可能。
コーナーサロン
多機能型スペース
その他
地下駐車場、レストラン（VVG Play Play/好樣玩藝兒）。
|                              |          |          |             |
| 建築中の歌劇院（2013年12月） | 外苑噴水 | 夜の外壁 | 6階空中花園 |

## 沿革

### 計画
台中市の七期重画区再開発事業が完成後の公共施設建設計画として、当初は台中市政府による旧台中州庁に代わる新庁舎および市議会の議事堂と、
台湾省政府教育庁（現教育部国民及学前教育署）による「国立台中音楽芸術センター」が設置される予定だった。
1992年、台湾省政府は計画中の音楽芸術センターを「国家音楽庁」へと改めた。1999年の虚省化後は行政院文化建設委員会（文建会、のちの中華民国文化部）の建議により、市政府は「台中国家歌劇院」へと改称した。
2002年、台中市長の胡志強は当時世界展開を図っていたグッゲンハイム美術館の台中誘致に乗り出した。都市計画変更手続を経てグッゲンハイム美術館を七期重画区内の「機1」、「公1-1」・「新2」区画に、国家歌劇院は従来の候補地から「機2」・「公1-2」・「公1-3」区画へ、市政府庁舎も「公3」区画へ、市議会は「公2-1」・「公2-2」・「公1-2」区画へと変更した。
重画区全体で総面積は約211,330平方メートルとなった。
2003年、グッゲンハイム美術館設計の国際コンペティションが行われ、イラク出身で英国在住の女性建築家ザハ・ハディッドの設計が選定された。総事業費は約60億ニュー台湾ドル強で、行政院が推進する陳水扁政権での公共インフラ事業「新十大建設」の事業リストに組み込まれた。しかし年末に台中市議会が事業推進に難色を示し、市の分担する事業費を第1期会計予算に計上できなかったことで、行政院でも新十大建設での予算編入がなされなかった。これによりグッゲンハイム美術館台中分館計画は事実上中止に追い込まれ、国家歌劇院も「公3」区画に戻して建設することになった。同年、ザハはプリツカー賞を受賞。

### 市単独事業化
2005年、新十大建設のリストから外されたことで文建会は名称変更を要求、9月7日に国家歌劇院は「台中大都会歌劇院（英語: Taichung Metropolitan Operahouse）」へと再度改称することになった。9月21日、国家級劇場から地方級劇場へ降格に伴い台中市政府単独での事業となり、国際コンペティションが再度行われた。12月16日、コンペで日本の建築デザイナー伊東豊雄の作品が選定された。
2006年8月3日、市政府、伊東豊雄建築事務所、台湾の大矩聯合建築師事務所による合作で3者が合意、「公設民営方式（OT）」による運営が決定される（その後入札は3度不成立となる）。
2008年9月5日、第一期基礎土木作業が完成。翌年第二期工程施工は想像を超える複雑さと高難度の設計により入札が5度も流れ、9月18日に6度目の入札でようやく台湾ゼネコン麗明営造に決まった。11月17日に正式調印、12月18日に起工した。しかし作業は独特の設計に起因する難度の高さで順調には進まず、麗明営造は鋼板による建設を断念し、1,372枚の大小不同の壁面パーツを組み合わせたセメントでの新工法で壁の曲面を完成させた。歌劇院内部は梁と柱が直角に組まれず、従来の消防設備も設置出来ないことから水幕式火災防災システム（ウォータースクリーン）が採用された。この曲線壁面と水幕消防システムは特許認定された。
施工難度の高さからロイターが選ぶ「世界9大新ランドマーク」の一つとなり、施工過程はディスカバリーチャンネルによるドキュメンタリー番組が撮影された。
2013年5月22日、後に台中市長となる林佳龍など多くの台中選出立法委員団が北部・中部・南部に各1ヶ所の劇場を設置し、台中大都会歌劇院の国家級への再昇格を求める「国家表演芸術センター設置条例」（繁体字中国語: 國家表演藝術中心設置條例）法案を提出した。

### 国家級劇場へ復権
2014年1月29日、建設中の台中歌劇院を無償で寄贈し国有財産とし、行政院の閣議決定後に国家表演芸術センターのリストに盛り込むことを第38条第1項に明記した「国家表演芸術センター設置条例」が公布された。3月12日、台中市議会で歌劇院を国有機構に寄贈することと関連事業は台中市の権限で行うことが可決された。4月7日、国家表演芸術センターが正式に設立。
10月10日から3日間、ペーパークラフトで造られた1,600組パンダと100組のタイワンツキノワグマが歌劇院前広場の噴水に展示され、開幕を控えた歌劇院の機運を盛りたてた。
11月1日より1日5回の無料ガイドツアーが年末まで開催されることになった。
11月23日には歌劇院が落成開業。総統の馬英九が開業式典に参列し、歌仔戯劇団明華園の「猫神」がこけら落としとなった。
12月27日、楊丞琳（レイニー・ヤン）のコンサートが開催され、楊は歌劇院最初のポップアーティストとなった。

### 閉館と再施工
年末、新市長に就任した林佳龍は多数の施工不良が見つかっていたことから前市長が選挙期間中に強行した11月の落成開業を認めておらず、全館を再閉鎖・再施工する立場を堅持。2015年1月1日に一旦閉館し、3期にわたる修復事業を打ち出した。同時に国家表演芸術中心に属する「台中国家歌劇院運営推進小部会（繁体字中国語: 臺中國家歌劇院營運推動小組）」を設立し、正式開業前の工程を担わせた。
第2期工程は5月31日に竣工、第3期工程は7月15日に引渡が完了。10月に再度プレオープンした。11月8日、歌劇院は行政院公共工程委員会が選定する公共建築事業部門の「金質奨」を獲得。賞創設の15年で台中市の初受賞となった。

### 正式開業
2016年8月25日、台中市政府は文化部に施設を寄贈し、「台中国家歌劇院」は全館プレ開業、9月30日に正式開業を迎え副総統の陳建仁が開幕式典に出席した。
しかし開業当日から様々な苦情が寄せられた。中でも建築を手掛けた伊東を式典に招待し壇上でスピーチをするための手配をしていなかったこと、国賓で81歳の歌仔戯役者の座席がなかったこと、「歌劇院天后爭霸戰，誰先完售誰封后（歌劇院の女王争奪戦、チケットを完売させるのは誰か、勝者となるのは誰か）」というキャッチコピーでDMを作成し京劇や歌仔戯などの役者を競わせるかのような宣伝が彼らを傷つけていると反発を招いたことの3件について「我々にも間違いがあった」と副総監の林佳鋒の謝罪声明を公式サイトに掲載することになった。

## 組織
組は課に相当。
- 芸術総監
  - 芸術副総監
  - 行政副総監
  - 業務副総監

行政業務部門
- 演目および企画部（繁体字中国語: 節目暨企劃部）
- 演出技術部
- マーケティング広報部（繁体字中国語: 行銷推廣部）：演目マーケティング組（繁体字中国語: 節目行銷組）、統括マーケティング組（繁体字中国語: 整合行銷組）、媒体マーケティング（繁体字中国語: 媒體行銷組）、情報サービス組（繁体字中国語: 資訊服務組）
- 市場開発部：カスタマーサービス組（繁体字中国語: 客戶服務組）、企業誘致組（繁体字中国語: 招商組）
- 公共関係部
- 工務部
- 管理部
- 財務部

## 交通
台中MRT
- 台中捷運（MRT）の緑線・市政府駅より徒歩10分

台中市公車
- 台湾大道幹線 《新光/遠百站》（台中駅と直結）
  - 300、301、302、303、304、305、306、307、308、309
  - 国光客運A2（台中空港 - 台中駅）

- 停留所名 《臺中國家歌劇院》（161路は高鉄台中駅と直結）：60、69、75、161、358、658

- 停留所名 《新光三越》（151、153路は高鉄台中駅と直結）：5、33、157、323、323區、324、325、48、73、77、326、151、151副、152、155、153、153副、153區、359

iBike（公共レンタサイクル）
臺中國家歌劇院、市政公園停車場、新光/遠百

## 周辺
七期重画区
- 台中市政中心（台中市政府台湾大道市政大楼（中国語版）、台中市議会（台中議政大楼）、府会園道、市政公園）
- 文心森林公園（中国語版）（円満戸外劇場）
- 恵来遺跡公園（中国語版）
- 夏緑地公園
- 秋紅谷公園（中国語版）
- 台中日月千禧酒店（中国語版）（Millennium Vee Hotel Taichung）
- 新光三越台中店
- 遠東百貨（中国語版）台中店
- 老虎城購物中心（中国語版）
- 新国自在商場
- 礼客OUTLET（中国語版）台中店
- IKEA台中店

その他
- 黎明新村（中国語版）（行政院中部聯合服務中心）
- 潮洋環保公園（中国語版）
- 朝馬国民運動センター（中国語版）、台中スタジアム（中国語版）
- 逢甲夜市